# 2724 Орлов
2724 Орлов (енгл. 2724 Orlov) је астероид главног астероидног појаса са пречником од приближно 19,74 .
Афел астероида је на удаљености од 3,287 астрономских јединица (АЈ) од Сунца, а перихел на 2,558 АЈ.
Ексцентрицитет орбите износи 0,124, инклинација (нагиб) орбите у односу на раван еклиптике 3,977 степени, а орбитални период износи 1825,359 дана (4,997 године).
Апсолутна магнитуда астероида је 11,70 а геометријски албедо 0,094.
Астероид је откривен 13. септембра 1978. године.